# Hemicordulia hilbrandi
Hemicordulia hilbrandi är en trollsländeart som beskrevs av Maurits Anne Lieftinck 1942. Hemicordulia hilbrandi ingår i släktet Hemicordulia och familjen skimmertrollsländor. IUCN kategoriserar arten globalt som otillräckligt studerad. Inga underarter finns listade i Catalogue of Life.